# Jean-François Baldé
Jean-François Baldé (* 29. November 1950 in Mülhausen) ist ein ehemaliger französischer Motorradrennfahrer.
Während seiner außergewöhnlich langen Karriere trat Baldé 17 Jahre lang – zwischen 1973 und 1989 – in der Motorrad-Weltmeisterschaft an.

## Karriere
Jean-François Baldé begann seine aktive Laufbahn 1968 auf einer 250-cm³-Suzuki. Ab 1970 wurde er vom Guignabodet-Rennstall unterstützt, von dem er Rennmaschinen zur Verfügung gestellt bekam.
In der Motorrad-Weltmeisterschaft debütierte Baldé 1973 auf einer Kawasaki mit Rang acht beim Großen Preis von Frankreich, der in Le Castellet ausgetragen wurde, in der 500-cm-Klasse. Bis 1977 trat der Franzose nur sporadisch in der WM an. Im Jahr 1976 gelang ihm auf Yamaha mit Rang drei bei seinem Heimrennen in der 350er-Klasse der erste Podestplatz in der WM.
In der Saison 1980 begann die erfolgreichste Zeit in Jean-François Baldés Karriere. Er belegte sowohl in der 250- als auch in der 350-cm³-Klasse regelmäßig Ränge unter den ersten drei und schloss beide Meisterschaften auf dem dritten Gesamtrang ab.
1981 gelang Baldé der erste Grand-Prix-Sieg seiner Laufbahn. Er gewann das Auftaktrennen der Saison in Argentinien in der 250-cm³-Klasse. In dieser Kategorie erkämpfte sich der Franzose mit dem Vizeweltmeister-Titel hinter seinem Kawasaki-Markenkollegen Toni Mang, der überlegen Weltmeister wurde, im selben Jahr auch die beste WM-Platzierung seiner Karriere. Bei den 350ern wurde er hinter Toni Mang und dem Südafrikaner Jon Ekerold WM-Dritter.
In der Saison 1982 gewann Baldé drei 350er-Grand-Prix. In der ersten Saisonhälfte führte er die Gesamtwertung an, da er aber nur bei fünf der insgesamt neun Rennen antrat, musste er in der Weltmeisterschaft wiederum Toni Mang und dem Belgier Didier de Radiguès den Vortritt lassen.
1983 gelang Jean-François Baldé auf Chevallier-Yamaha beim 250er-Grand-Prix von Südafrika der letzte seiner insgesamt fünf Siege in der WM, der ihm noch einmal zu WM-Rang acht in der Viertelliter-Klasse verhalf. Ein Unfall zu Saisonmitte, bei dem er sich einen Bänderriss zuzog und der ihn für den Rest des Jahres außer Gefecht setzte, verhinderte eine bessere Platzierung.
Der Franzose startete noch bis 1989 in der Weltmeisterschaft, konnte aber, mit Ausnahme von 1986 als er WM-Fünfter bei den 250ern wurde, nicht mehr an die Leistungen der frühen 1980er anknüpfen.
In seiner Karriere bestritt Jean-François Baldé 129 WM-Läufe. Dabei gelangen ihm fünf Siege, insgesamt 26 Podestplätze, sieben Pole-Positions und vier Schnellste Rennrunden. Außerdem konnte er dreimal die französische Motorradmeisterschaft gewinnen, einmal in der Langstrecken-Kategorie, einmal bei den 250ern und einmal in der Halbliterklasse.
Nach seinem Karriereende arbeitete Baldé unter anderem für ein US-amerikanisches Mineralölunternehmen und als Kommentator der Motorrad-WM-Übertragungen im französischen Fernsehen.

## Erfolge
- 1981 – 250-cm³-Vizeweltmeister auf Kawasaki
- 1981 – Französischer Meister Klasse Open 250 cm³ auf Kawasaki[1]
- 5 Grand-Prix-Siege